# Soano
Soano es una pequeña localidad del municipio de Arnuero (Cantabria, España). En el año 2008 contaba con una población de 69 habitantes (INE), siendo de este modo el núcleo menos poblado del municipio. Está situado entre las localidades de Noja, Isla y Castillo Siete Villas. El casco urbano está compuesto por un conjunto de edificaciones rurales, algunas de estas en barriada de estilo cántabro-montañés, albergando también antiguas casonas acabadas en piedra de sillería. Se divide en dos barrios, la Llama y Riegos. La iglesia del siglo XII es de un estilo románico algo afectado por el arte gótico, cabe destacar la talla de su Patrona la Virgen de Santa María de Soano y su retablo ya que ambos poseen una gran importancia artística-cultural. Después de la iglesia de Santoña y la iglesia de Bareyo, la iglesia de Santa María de Soano es la más antigua del contorno de Trasmiera. 
El flujo turístisco aumenta año tras año, tanto por la proximidad a las playas como por su atractivo enclave, aunque se mantiene y respira un ambiente tranquilo, natural y campestre.

## Lugares de interés
- Antiguo lavadero de Cortenilllas.
- Casco antiguo de Soano.
- Casona de las Marismas de Soano: Es un centro medioambiental dirigido al público con varias secciones dedicadas a nuestra cultura y naturaleza, alberga el museo de las marismas y un acuario en otras.
- Ecoparque de Trasmiera: Incluye el Molino de Santolaja de Soano, actualmente rehabilitado y abierto al público. Es un molino de marea, situado en la marisma de Soano. Se desconoce su cronología exacta, pero se sabe que se reedificó en 1695 a partir de las condiciones que realizaron Francisco del Pontón Setién y Francisco de la Cabada, vecinos de Galizano y Pontones, respectivamente. Los molinos de marea son una variante de los molinos harineros que aprovechaban la diferencia del nivel del mar, provocada por la acción de las mareas, para la molienda del grano. El molino de Santa Olaja, de unos 200 m², está formado por dos edificios unidos mediante un muro medianero. Está construido en piedra de mampostería con sillería en los esquinales, en el lado del mar presenta seis arcos de medio punto y en el frente inverso contrafuertes o tajamares. El edificio ha sido rehabilitado con el objetivo de recuperar todo su entorno y transformarlo en un centro de interpretación, en él se puede comprender el funcionamiento del molino, conocer cómo vivía el molinero que lo atendía y saber cuál era la relación del hombre con las marismas.
- Ermita de San Roque y San Sebastián.
- Iglesia Santa María de Soano: Existía en el siglo IX como monasterio. Actualmente es de estilo románico.
- Prados y zonas: Palombar, la Garmilla, Benedicto, la Canal, Santulaja, Castrajón, Esprilla, Tarancones, la Castañalera, Campolacruz, el Solar, Guerra, la Fragua, la Maza, el funbial, el Porredo, la Regata, la Fuente, el Puente, el Aro, Tarancones, Cortenillas, la Piezona, la Escalera, el Tendal, el Acebo, las Cuestas, las Coronillas, la Dehesa, la Quinta, el Pradón, la Saca, la Cueva, los Muros, la Garmilla, etc.

## Barrios
- La Llama.
- Riegos.
- San Roque.

## Mieses
Tirejas, Riegos, La Candenosa, Cortenillas, Puseles, Esprilla y La Castañalera.

## Zonas y prados
Palombar, La Garmilla, Benedicto, La Canal, Santulaja, Castrajón, Esprilla, Colindres, Cavada, Campillo, Tarancon, El Cagigal, Sierra, Las Cuestas, Tarancones, La Castañalera, Campolacruz, El Solar, Guerra, La Fragua, La Maza, El funbial, El Porredo, La Regata, La Fuente, El Puente, El Aro, La Piezona, La Escalera, El Tendal, El Acebo, Las Coronillas, La Dehesa, La Quinta, El Pradón, La Saca, La Cueva, Los Cerezos, etc.

## Montes y peñas
- Monte de Los Barracones: Es el monte de menor tamaño dentro de los destacados del pueblo. Está situado en la zona de Tirejas, lindando con la marisma.
- Monte de Castrajón: Está situado en pleno corazón de la marisma de Soano, es un monte a base de roca caliza recubierta por una masa de arbusto y algún que otro árbol.
- Monte de Las Coronillas: Está situado en la zona sureste del pueblo. Lo componen grandes laderas de pastizal, plantaciones de eucalipto y algunas zonas de arbolado autóctono. Es en este monte donde se ubican los depósitos de suministro de agua.
- Monte de la Candenosa: Está enclavado en el barrio Riegos y está poblado totalmente por un brondoso conjunto de árboles autóctonos.
- Monte Mazocastro: Pequeña elevación en el centro del pueblo, poblado de árboles autóctonos.
- Monte Jano: También conocido como el Cincho. Es el principal monte de Soano, abarca toda la largura del pueblo. Está formado por praderas y por una espesa masa de arbolado en su mayoría encinar, aunque también alberga otros como robles, hayas, cagigas, castaños, madroños, pinos, etc. En la cima de este encontramos una torreta desde la que se divisan varios kilómetros a la redonda, el paisaje merece la pena tras una subida de 20 minutos. Cada 50 años según la tradición se sube en procesión a la cruz hallada en la cima. Está cruz actúa como punto de referencia de las lindes que forman los cuatro pueblos del ayuntamiento de Arnuero (Castillo Siete Villas, Isla, Soano y Arnuero).
- Peña del Agujero: Está ubicado en el monte referido anteriormente. Se han encontrado restos de útiles prehistóricos en alguna de sus cuevas.

## Fauna
- Mamíferos: Zorros, tejones, garduñas, jinetas, conejos, pequeños roedores, jabalíes, etc..

- Aves: Tórtolas, palomas, becadas, lagunejas, faisanes, perdices, codornices, patos, águilas, milanos, cernícalos entre otras.

## Fiestas
- Cabalgata de Reyes, el 5 de enero.
- Cantar los Reyes, el 6 de enero. En la madrugada del 6 de enero (día de Reyes), un grupo de cantores recorren todas las casas del pueblo entonando un cántico o villancico dedicado a esta festividad.
- San Sebastián: Se celebra el 20 de enero.
- La Pascua de Soano: (Fiesta Mayor) El día de la fiesta es el lunes de Pascua, aunque en los últimos años los festejos dan comienzo cuatro días antes del lunes de Pascua con una amplia programación dirigida a todos los públicos. A día de hoy, la fiesta de la Pascua de Soano podría considerarse como una de las fiestas de Trasmiera más arraigadas a la tradición y cultura de Cantabria.
- San Roque: Se celebra el 16 de agosto.
- Cabalgata de Navidad, el 24 de diciembre.

## Platos y productos tradicionales
- Cámbaros de Santolaja cocidos y acompañados con verduras.
- Caracoles en su salsa (plato tradicional en Soano por Navidad).
- Excelentes productos agrícolas: Los tomates y los pimientos gordos o choriceros son los más destacados.
- Setas y champiñones de otoñada.
- Productos de la mar.
- Agro-ganadería ecológica.

## Personas destacadas
- Beata Rosario de Soano (Petra María Victoria Quintana Argos) : (1866-1936) Beatificación marzo de 2001. Nació el 13 de mayo de 1866, en Soano, hija de Antonio Quintana y Luisa Argos, de familia piadosa, creció ayudando a la familia en los trabajos del hogar y del campo. A los 14 años murió su madre y ella hubo de hacerse cargo de la casa, educar a sus hermanos y hermanas menores y ayudar a su padre. Se hizo terciaria franciscana y frecuentaba el convento capuchino de Monte Hano, donde, escuchando un sermón del P. Luis Amigó, decidió hacerse religiosa. El 8 de mayo de 1889, venciendo la oposición de su familia, ingresó en la Congregación de las Hermanas Terciarias Capuchinas de la Sagrada Familia en el Santuario de Montiel (España). Hizo su primera profesión en 1891. Adquirió los conocimientos que no había podido adquirir en Soano. Fue maestra de novicias, consejera y de 1914 a 1926, Superiora General. Jovial, afable, de fácil relación, austera en su vida, muy sensible a las necesidades de los pobres, a quienes acogía y servía siempre con simplicidad y humildad. Se preocupó grandemente por la formación y el progreso espiritual de las religiosas. Como Vicaria general acompañó a las hermanas durante la guerra civil española, les buscó refugio y las animó a la perseverancia. Se distinguió en la práctica de la caridad, la fidelidad a Dios y al prójimo y su profunda devoción a la Eucaristía. Su último gesto fue un testimonio de fe, quitándose el anillo, signo de alianza perpetua con el Señor, lo entregó a su verdugo y le dijo: "Tómalo en señal de mi perdón".